# Menhir de la Boilière
Le menhir de la Boilière est un menhir situé à Avrillé, dans le département français de la Vendée.

## Protection
L'édifice est classé au titre des monuments historiques en 1889.

## Description
Le menhir est signalé au début du XXe siècle par Marcel Baudouin. Tombé dans une mare, durant l'hiver 1962-1963, puis recouvert de terre, il est redressé par Gérard Benéteau en 1986. C'est un bloc de granite local de 4,70 m de hauteur dont le poids est estimé à 25 t. La fouille a permis de retrouver au pied sa fosse de calage originelle et quelques silex dont une flèche tranchante. Elle a aussi révélé la présence d'un fossé rectiligne creusé au début de notre ère qui aurait servi de fondation à une palissade qui faisait le tour du menhir. Quelques silex ont été retrouvés lors des fouilles dont une armature de flèche datée du Néolithique moyen.
Un second bloc de granite de 1,80 m de long gît au sol à proximité. Dans la description donnée par l'abbé Ferdinand Baudry en 1862, ce bloc était interprété comme un second menhir. Il comporte trois cupules et des stries mais ces dernières sont contemporaines et correspondent à des traces laissées par le soc des charrues.